# Gmina Lycksele
Gmina Lycksele (szw. Lycksele kommun) – gmina w Szwecji, w regionie Västerbotten, z siedzibą w Lycksele.
Pod względem zaludnienia Lycksele jest 177. gminą w Szwecji. Zamieszkuje ją 12 785 osób, z czego 50,51% to kobiety (6458) i 49,49% to mężczyźni (6327). W gminie zameldowanych jest 451 cudzoziemców. Na każdy kilometr kwadratowy przypada 2,3 mieszkańca. Pod względem wielkości gmina zajmuje 18. miejsce.